# Gres
|  | Per a altres significats, vegeu «Gres (ceràmica)». |

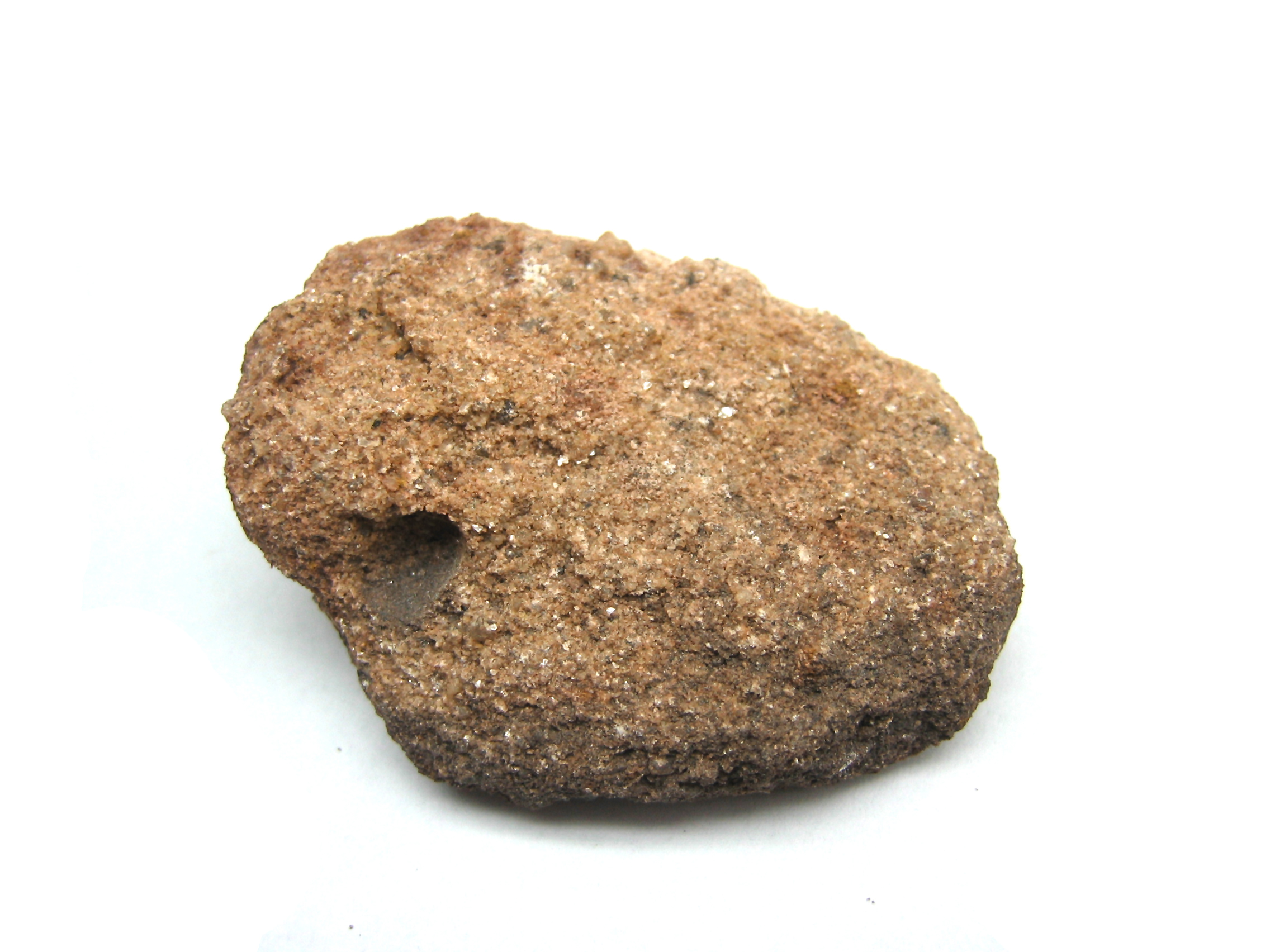
Gres

El gres, també anomenat pedra arenosa o pedra sorrenca, és una roca sedimentària detrítica de color variable, que conté clasts de la mida de la sorra. Després de la lutita, és la roca sedimentària més abundant i arriba a ser fins a la cinquena part de les roques.
Aquesta es forma per una sorra cimentada amb materials generalment calcaris, silicis, ferruginosos, glauconítics, guixencs, argilosos o bituminosos. Les dimensions dels grans són com els de la sorra, i estan units per un ciment de natura variable que en condiciona la porositat, la duresa, la densitat i la resistència a l'erosió. La majoria dels grans són de quars, però també hi ha feldespats i mica, com també d'altres minerals. També pot contenir corall.
Els grans són gruixuts, fins o mitjans, ben rodons, de mida compresa entre 2 mm i 1/16 mm.
Les pedres arenoses verdes o glauconítiques contenen un alt percentatge del mineral glauconita. L'arcosa és una varietat de pedra arenosa en la que el feldespat és el mineral dominant a més del quars.
El color varia del blanc, en el cas de les pedres arenoses constituïdes virtualment per quars pur, a gairebé negre, en el cas de les pedres arenoses ferro-magnesianes.
Les pedres arenoses figuren entre les roques consolidades més poroses. Segons la mida i/o la disposició dels espais buits o porus, les pedres arenoses mostren diversos graus de permeabilitat.
Les pedres arenoses de bona qualitat són duradores. La roca té una bona resistència al foc i, en això, és superior a la major part de les roques emprades per la construcció. A les Illes Balears, des de temps històrics, s'utilitzen diverses varietats locals de pedres arenoses conegudes com a marès.
També històricament era un material molt utilitzat per la fabricació de rodes de molins i moles abrasives, a més de ser una roca molt utilitzada per esmolar eines del camp com els ganivets o les navalles. El gres del tipus Navajo sandstone ha originat paisatges espectaculars visitat pels turistes com la formació Antelope Canyon a Arizona.